# 1921年のスポーツ

## 総合競技大会
- 第5回極東選手権競技大会（上海・5月30日～6月4日）

## アメリカンフットボール
- NFL優勝:シカゴ・ステイリーズ

## 大相撲
優勝掲額者
- 春（1月14日初日）:西横綱 大錦卯一郎（10戦全勝）
- 夏（5月13日初日）:東大関 常ノ花寛市（10戦全勝）

優勝旗手
- 春:西前頭筆頭 両国勇治郎（8勝2敗）
- 夏:東関脇 源氏山大五郎（8勝2敗）

## ゴルフ

### 世界4大大会（男子）
- 全米オープン優勝者：ジェームズ・バーンズ（アメリカ）
- 全英オープン優勝者：ジョック・ハッチソン（アメリカ）

［全米プロゴルフ優勝者：ウォルター・ヘーゲン（アメリカ）］

## 自転車競技

### ロードレース
- 第9回ジロ・デ・イタリア

総合優勝：ジョバンニ・ブルネーロ（イタリア）
- 第15回ツール・ド・フランス

総合優勝：レオン・シウール（ベルギー）

## テニス

### グランドスラム
- 全豪選手権　男子単優勝：リス・ゲメル（オーストラリア）
- 全仏選手権　男子単優勝：ジャン・サマズイユ（フランス）、女子単優勝：スザンヌ・ランラン（フランス）
- ウィンブルドン　男子単優勝：ビル・チルデン（アメリカ）、女子単優勝：スザンヌ・ランラン（フランス）
- 全米選手権　男子単優勝：ビル・チルデン（アメリカ）、女子単優勝：モーラ・マロリー（ノルウェー）

全豪選手権は、この年までは男子シングルスのみ開催。1922年から女子シングルス競技が始まった。

### デビスカップ
- ワールドグループ・チャレンジラウンド決勝　アメリカ　5勝0敗　日本

日本代表チームがデビスカップに初参加した年。日本代表選手には熊谷一弥、清水善造、柏尾誠一郎の3名が選ばれたが、アメリカ代表選手のビル・チルデンとビル・ジョンストン、ダブルス選手のリチャード・ウィリアムズとワトソン・ウォッシュバーンに歯が立たなかった。

## 野球

### 日本

#### 大学野球
四大学リーグ
- 春 - 早大野球部は米国遠征で不在のため、慶明法のみのリーグ戦を行う。
- 秋 - 立教大学がテスト参加し、明法と1試合ずつ対戦。

#### 中等野球
- 第7回全国中等学校優勝野球大会決勝（鳴尾球場・8月18日）
和歌山中（和歌山県） 16-4 京都一商（京都府）

### アメリカ大リーグ
- ワールドシリーズ
ニューヨーク・ジャイアンツ（ナ・リーグ） （5勝3敗） ニューヨーク・ヤンキース（ア・リーグ）

## 誕生
- 1月1日 - アラン・ミムン（フランス、陸上競技）
- 2月12日 - 大松博文（香川県、バレーボール、+1978年）
- 3月4日 - ディニー・ペイルズ（オーストラリア、テニス、+1986年）
- 4月23日 - ウォーレン・スパーン（アメリカ、野球、+2003年）
- 5月3日 - 吉田善哉（北海道、競馬、+1993年）
- 5月3日 - シュガー・レイ・ロビンソン（アメリカ、ボクシング、+1989年）
- 5月7日 - 川崎徳次（佐賀県、野球、+2006年）
- 5月20日 - ハル・ニューハウザー（アメリカ、野球、+1998年）
- 7月1日 - 土井垣武（鳥取県、野球、+1999年）
- 7月6日 - ジェームズ・クテ（フランス、アルペンスキー、+1997年）
- 7月7日 - 小嶋仁八郎（大分県、野球、+1999年）
- 7月20日 - テッド・シュローダー（アメリカ、テニス、+2006年）
- 8月1日 - ジャック・クレーマー（アメリカ、テニス、+2009年）
- 8月16日 - 増田卓（徳島県、野球、+1986年）
- 9月1日 - 西沢道夫（東京都、野球、+1977年）
- 9月14日 - ジジーニョ（ブラジル、サッカー、+1998年）
- 10月12日 - ヤロスラフ・ドロブニー（チェコスロバキア、テニス、+2001年）
- 10月28日 - 東富士謹一（東京都、相撲、+1973年）
- 12月6日 - オットー・グレアム（アメリカ、アメリカンフットボール、+2003年）